# Sextus Subrius Dexter
Sextus Subrius Dexter war ein im 1. Jahrhundert n. Chr. lebender Angehöriger des römischen Ritterstandes (Eques).
Dexter wird von Tacitus in den Historiae erwähnt; daraus geht hervor, dass er um 69 als Tribun der Praetorianer zunächst auf der Seite Galbas stand. In den Wirren des Vierkaiserjahrs stellte er sich später auf die Seite Vespasians. Durch zwei Inschriften auf Meilensteinen, die bei Macomer gefunden wurden und die auf 74 datiert sind, ist belegt, dass er 74 Statthalter (procurator et praefectus) in der Provinz Sardinia war; dieser Posten war mit einem Jahreseinkommen von 200.000 Sesterzen verbunden.
Er war vermutlich der Bruder von Subrius Flavus. In einer Inschrift, die bei Patavium gefunden wurde, ist ein Teil seines Namens aufgeführt; möglicherweise bestand daher ein familiärer Bezug in den Norden Italiens.